# 奥拉旺·巴拉南
奥拉旺·巴拉南（1997年9月7日—），生于乌汶叻差他尼，泰国女子乒乓球运动员，2021年夏季世界大学生运动会女子单打铜牌得主、2022年亚洲运动会女子团体铜牌得主。